# Пловдив (аеропорт)
Пловдив (болг. Летище Пловдив) (IATA: PDV, ICAO: LBPD) — аеропорт Пловдива, другий за розмиром міста в Болгарії; четвертий за завантаженістю в країні після аеропортів Софії, Бургаса і Варни. Також відомий під назвою Аеропорт Пловдив (Крумово), так названий від назви села за 6 км на південний схід від міста і автомобільної дороги Пловдив — Асеновград.
З грудня до березня (під час зимового сезону) аеропорт приймає багато чартерних рейсів. Він розташований недалеко від лижних курортів Банско, Пампорово і Боровець. Пасажири в основному приїжджають з Великої Британії та Росії. Аеропорт також грає важливу роль при діях екстрених служб в разі непередбачених обставин і використовується як запасний для літаків, що прямують до  аеропорту Софії, який знаходиться майже за 150 км.

## Історія
У 1928 році відбувся перший переліт цивільного літака за маршрутом Софія-Пловдив-Ямбол-Варгас. У 1947 році між Софією та Пловдивом почалося регулярне авіасполучення. 2 жовтня 1947 року місцева газета «Голос Батьківщини» повідомила, що за 45 днів було перевезено 1,5 тисячі осіб без будь-яких затримок. У травні 1948 року між Софією та Варною також почалося авіасполучення, а аеродром Пловдива став базою для 5-го повітряного полку. Перший комерційний рейс був здійснений авіакомпанією TABSO, яка використовувала літаки SABCA S-2 і Лі-2. У дні Пловдивського міжнародного ярмарку аеропорт обслуговував до 25 літаків на день.
З 2 травня 1962 року злети і посадки відбувалися в Пловдиві на авіабазі Граф-Ігнатьєва на північ від міста. Аеропорт зазнав реконструкції. У 1963 році регіональна газета «Голос Батьківщини» опублікувала статтю про завершення реконструкції злітно-посадкової смуги і про плани почати здійснювати прямі рейси в Берлін,  Москву,  Прагу та Відень. 13 вересня 1965 року було відкрито новий термінал, а через рік в експлуатацію ввели нове Гудроноване покриття ЗПС для зимових рейсів.
У перші роки аеропорт обслуговував внутрішні рейси в Бургас, Варну, Тирговіште, Русе, Софію та Горішню Оряховицю, що здійснюються літаками Іл-14. У 1970-ті роки він почав приймати вантажоперевезення Аерофлот а, що здійснюються Іл-18, Ан-12 і Ту-154. Всього обсяг вантажоперевезень в 1972 році перевищив 5 тисяч тонн. 18 квітня 1978 рік а в аеропорту приземлився Іл-76 з більш ніж 40 тоннами вантажу на борту.
Внутрішні рейси припинилися в 1980 році, проте продовжилися зимові чартерні рейси, внаслідок чого довелося знову перемістити технічні будівлі, підстанції для енергозабезпечення, диспетчерську вежу і адміністративні об'єкти. 18 грудня 1982 вперше в Пловдиві здійснив посадку Ту-134, який прибув чартерним рейсом з Амстердам а. Це поклало початок нової віхи в історії аеропорту Пловдива.
У 2015 році пасажиропотік склав 103 300 чоловік.

## Реконструкція
Власник аеропорту — державна компанія «Летіште Пловдив ЄАД». Їй також належать злітно-посадкова смуга і перон, проте термінал є приватним володінням — 58,08 % акцій належать  Alfa Finance Holding  (раніше їх власником була швейцарська фірма  TADO ), 41,92 % акцій — державної компанії «Летіште Пловдив ЄАД». Внаслідок цього реконструкція аеропорту була досить складною: суперечки між власниками терміналу привели до того, що держава вирішила побудувати новий термінал і розширити перон. У 2009 році почалася реконструкція: перон ще для шести літаків проектувався Главболгарбудом, термінал будувався місцевою фірмою. Загальна вартість склала 20 мільйонів євро.
1 липня 2009 року був відкритий новий пасажирський термінал: площа 6750 м², 10 пунктів реєстрації і 3 виходи, можливість прийняття до 1000 пасажирів на годину при максимальному навантаженні. За даними британських консультантів Airport Strategy & Marketing, в рейсах в Пловдив після реконструкції цікавилися компанії Ryanair and Wizz Air.

## Концесія
У 2011 році уряд зробив спробу укладення концесії. Це не увінчалося успіхом, оскільки не знайшлося кандидатів. Навесні 2016 року болгарський уряд повторив спробу, відкривши тендер на 35 років володіння аеропортом, однак він не відповідав вимогам Євросоюзу. У грудні 2016 року в третій раз був відкритий тендер, заявки подали три компанії: Silk Road Plovdiv Airport, Consortium Plovdiv Airport і спільна заявка Hainan і Plovdiv Airport Invest. 28 березня 2018 року уряд Болгарії надав концесію компанії HNA Group і Plovdiv Airport Invest: вони стали операторами аеропорту на термін до 35 років, а також отримали інвестиції в розмірі 79 мільйонів євро.

## Авіалінії та напрямки
| Авіакомпанія | Пункт призначення                   |
| ------------ | ----------------------------------- |
| Ryanair      | Лондон–Станстед (з 29 березня 2021) |

## Статистика
Див. джерело запитів Вікіданих та джерела.

## Авіабаза Крумово
У західній частині аеропорту знаходиться 24-вертолітна база ВПС Болгарії, де базуються вертольоти Eurocopter AS 532, Мі-24, Мі-17 і Bell 206.

## Музей авіації Пловдива
Перед авіабазою знаходиться єдиний діючий музей авіації в Болгарії. Він був відкритий в 1991 році. Його експонатами є літаки Другої світової війни, і літаки Холодної війни. Колекція поповнюється за рахунок приватних пожертвувань. До музею можна доїхати на автомобілі і поїздом (100 м від залізничної станції Маврудово).

## Цікаві факти
- З 1995 року в аеропорту щорічно 6 вересня проводиться авіафестиваль «Небо для всіх». Цього дня в Болгарії відзначаються і День об'єднання країни, і день міста Пловдив.
- В аеропорту Пловдива проходили зйомки фільму «Нестримні 2»